# 国立大学协会
国立大学协会（日语：／；縮寫：JANU），簡稱國大協（こくだいきょう）是一个日本的一般社團法人組織，正式會員皆為國立大學法人。

## 历史
1949年5月国立学校设置法颁布，在学制改革背景下于1950年7月13日正式成立，致力于促进大学之间的交流与合作。。2004年4月国立大学法人法颁布，更改为社团法人。2011年4月公益法人制度改革颁布，更改为一般社团法人。

## 历代会长

### 社团法人化前
| 次序         | 姓名       | 在任时期                | 所属大学     | 专业                               |
| ------------ | ---------- | ----------------------- | ------------ | ---------------------------------- |
| 初代         | 南原繁     | 1950年07月 - 1951年12月 | 东京大学     | 政治学                             |
| 第2代        | 矢内原忠雄 | 1951年12月 - 1957年12月 | 东京大学     | 经济学                             |
| 第3代        | 茅诚司     | 1957年12月 - 1963年12月 | 东京大学     | 物理学                             |
| 第4代        | 大河内一男 | 1963年12月 - 1968年11月 | 东京大学     | 経済学（社会政策）                 |
| 第5代        | 奥田东     | 1968年11月 - 1969年12月 | 京都大学     | 农学（肥料学）                     |
| 第6代        | 加藤一郎   | 1969年12月 - 1973年03月 | 东京大学     | 法学（民法）                       |
| 第7代        | 加藤六美   | 1973年04月 - 1973年06月 | 东京工业大学 | 建筑学                             |
| 第8代        | 林健太郎   | 1973年06月 - 1977年03月 | 东京大学     | 历史学                             |
| 第9代        | 岡本道雄   | 1977年04月 - 1977年06月 | 京都大学     | 医学（脑神经解剖学）               |
| 第10代       | 向坊隆     | 1977年06月 - 1981年03月 | 东京大学     | 电化学                             |
| 第11代       | 平野龙一   | 1981年06月 - 1985年03月 | 东京大学     | 法学（刑事法）                     |
| 第12代       | 泽田敏男   | 1985年04月 - 1985年06月 | 京都大学     | 农学・工学（农业土木工程）         |
| 第13代       | 森亘       | 1985年06月 - 1989年03月 | 东京东京大学 | 病理学                             |
| 第14代       | 有馬朗人   | 1989年06月 - 1993年03月 | 东京大学     | 原子核物理学                       |
| 第15代       | 吉川弘之   | 1993年06月 - 1997年03月 | 东京大学     | 工学（设计・机器人学・可靠性工程） |
| 第16代       | 井村裕夫   | 1997年04月 - 1997年12月 | 京都大学     | 医学（内分泌代谢病学・糖尿病学）   |
| 第17代       | 阿部谨也   | 1997年12月 - 1998年11月 | 一桥大学     | 历史学                             |
| 第18代       | 莲实重彦   | 1998年12月 - 2001年03月 | 东京大学     | 法国文学                           |
| 第19代       | 长尾真     | 2001年04月 - 2003年06月 | 京都大学     | 資訊工程                           |
| 社团法人化后 |            |                         |              |                                    |
| 第20代       | 佐佐木毅   | 2003年06月 - 2005年03月 | 东京大学     | 政治学                             |
| 第21代       | 相泽益男   | 2005年03月 - 2007年04月 | 东京工业大学 | 生物技术                           |
| 第22代       | 小宫山宏   | 2007年06月 - 2009年03月 | 东京大学     | 工学（化学工学・地球环境工学）     |
| 第23代       | 滨田纯一   | 2009年04月 - 2013年06月 | 东京大学     | 法学（媒体法・信息法・信息政策）   |
| 第24代       | 松本纮     | 2013年06月 - 2014年09月 | 京都大学     | 工学（宇宙科学）                   |
| 第25代       | 里见进     | 2014年11月 - 2017年06月 | 东北大学     | 医学（外科学）                     |
| 第26代       | 山极寿一   | 2017年06月 - 2019年06月 | 京都大学     | 人类学・灵长类学                   |
| 第27代       | 永田恭介   | 2019年06月 - 现职       | 筑波大学     | 分子生物学                         |